# Islas Windmill
Las islas Windmill es un grupo de islas rocosas y rocas de la Antártida Oriental abarcan unos 10 km de ancho, paralelas a la costa Budd de la Tierra de Wilkes a 27 km al norte del Glaciar Vanderford a lo largo del lado oriental de la bahía Vincennes.
Cartografiadas a partir de fotografías aéreas tomadas por la USN Operación Highjump, 1946-1947. Nombradas así por la US–ACAN (Estados Unidos) en honor al personal de la Operación Windmill, 1947–1948, que aterrizó en isla Holl en la punta suroeste para establecer control terrestre para las fotografías de la Operación Highjump. El término "Operation Windmill" es una expresión popular después de disolverse la expedición y se refiere al uso extensivo de helicópteros hecho por este grupo. El título oficial de esta expedición fue 'Segundo Proyecto de Desarrollo Antártico', U.S. Navy Task Force 39, 1947–48.

## Listado de las islas y rocas
- - Islas Allison (66°21′S 110°29′E / -66.350, 110.483)
  - Isla Ardery (66°22′S 110°27′E / -66.367, 110.450)
  - Isla Austral (66°30′S 110°39′E / -66.500, 110.650)
  - Rocas Bailey (66°17′S 110°32′E / -66.283, 110.533)
  - Isla Beall (66°18′S 110°29′E / -66.300, 110.483)
  - Isla Birkenhauer (66°29′S 110°37′E / -66.483, 110.617
  - Isla Boffa (66°28′S 110°37′E / -66.467, 110.617)
  - Isla Borrello (66°19′S 110°22′E / -66.317, 110.367)
  - Isla Bosner (66°27′S 110°36′E / -66.450, 110.600)
  - Isla Bousquet (66°25′S 110°41′E / -66.417, 110.683)
  - Isla Bovingd (66°17′S 110°31′E / -66.283, 110.517)
  - Isla Cloyd (66°25′S 110°33′E / -66.417, 110.550)
  - Islas Cronk (66°19′S 110°25′E / -66.317, 110.417)
  - Isla Denison (66°18′S 110°27′E / -66.300, 110.450)
  - Roca Fitzpatrick (66°16′S 110°30′E / -66.267, 110.500)
  - Isla Ford (66°24′S 110°31′E / -66.400, 110.517)
  - Arrecife Gibney (66°15′S 110°30′E / -66.250, 110.500)
  - Isla Griffith (66°20′S 110°29′E / -66.333, 110.483)
  - Isla Hemphill (66°23′S 110°34′E / -66.383, 110.567)
  - Isla Herring (66°24′S 110°38′E / -66.400, 110.633)
  - Isla Holl (66°25′S 110°25′E / -66.417, 110.417)
  - Isla Hollin (66°19′S 110°24′E / -66.317, 110.400)
  - Isla Kilby (66°16′S 110°31′E / -66.267, 110.517)
  - Isla McIntyre (66°14′S 110°34′E / -66.233, 110.567)
  - Isla Odbert (66°22′S 110°33′E / -66.367, 110.550)
  - Isla Peterson (66°28′S 110°30′E / -66.467, 110.500)
  - Isla Pidgeon (66°19′S 110°27′E / -66.317, 110.450
  - Isla Shirley (66°17′S 110°30′E / -66.283, 110.500)
  - Islas Smith (66°18′S 110°27′E / -66.300, 110.450)

## Reclamación territorial
Las islas son reclamadas por Australia como parte del Territorio Antártico Australiano, pero esta reclamación está sujeta a las disposiciones del Tratado Antártico.
- Datos: Q1422420